# 异色泡花树
异色泡花树（学名：Meliosma myriantha var. discolor）为清风藤科泡花树属下的一个变种。